# 永禮美瑠
永禮 美瑠（ながれ みる、2000年4月15日 - ）は、愛知県出身の女子競輪選手。日本競輪選手会愛知支部所属、ホームバンクは名古屋競輪場。日本競輪選手養成所（以下、養成所）第118期生。師匠は吉田敏洋（85期）。

## 経歴
幼いころからBMXに打ち込み、日本代表として2018年ブエノスアイレスユースオリンピックに参加、BMX6位という実績を残した。
2019年1月17日、日本競輪学校（当時）第118回技能試験に合格。養成所での競走成績は7位（9勝）。卒業記念レースは3着。
2020年5月15日、広島競輪場でデビューし2着。初勝利は同年6月13日の伊東温泉競輪場、初優勝は同年10月18日の和歌山競輪場で挙げた。